# Кръстю Маринов
Кръстю Маринов (Празов) Маринов е опълченец-поборник, български офицер, генерал-майор.

## Биография
Кръстю Маринов е роден на 24 юни 1855 г. в Голямо Конаре, Пловдивско.

### Руско-турска война (1877 – 1878)
Взема участие в Руско-турската война (1877 – 1878) в състава на Българското опълчение. Опълченец от X Опълченска дружина.

### Офицер в Румелийската милиция
През 1879 г. завършва военното училище в София и е произведен във военно звание подпоручик. Постъпва в Източнорумелийската милиция. В периода 1880 – 1881 г. е адютант на генерал-губернатора Алеко Богориди. На 9 юли 1881 г. е повишен в звание поручик. Помощник на военния прокурор в Щаба на милицията. На 2 март 1884 г. е повишен в звание капитан. През 1885 г. е ротен командир в Бургас и Казанлък. Подкрепя Съединението на Княжество България и Източна Румелия. На 9 септември 1885 г. е назначен за командир на V Казанлъшка дружина от Ямболския отряд.

### Сръбско-българска война (1885)
През Сръбско-българската война (1885) е командир на Шейновския отряд, с който се сражава на Сливнишката позиция, при устието на р. Луковица и овладяването на Пирот. На 4 ноември 1885 г. е назначен за командир на XXIII- и Шипченски пехотен полк.

### Войни за национално обединение
След войната служи в IV- и пеши Плевенски полк, на гарнизон в гр. Ловеч (1886 – 1888). Капитан Маринов е първият български командир, който се противопоставя на преврата на 9 август 1886 г. Подкрепя политическия курс на Стефан Стамболов. Командир на VI- и Търновски полк. През 1887 г. е назначен на служба в 1-ва пехотна бригада, след което служи във Военното министерство и на 15 февруари 1900 г. е уволнен от служба.
През Балканската война (1912 – 1913) е командир на 6-а дивизионна област – Видин. През Междусъюзническата война (1913 е комендант на гр. Видин и ръководи отбраната на Видинската крепост.
Генерал-майор Кръстю Маринов умира на 5 март 1927 г. в София.
В негова чест през 1934 година видинското село Мусумане е преименувано на Генерал Мариново. След 1989 година в селото е издигнат и паметник на генерала. Подобен бюст-паметник (1936 г., скулптор Янко Павлов) има и в парк „Рова“ във Видин, зад СОУ „Цар Симеон Велики“.
| „ | Генералъ майоръ о.з. Кръстю Мариновъ Защитникъ на Видинската крепостъ през 1913. г., бившъ началникъ на 1. и 6. пех. дивизии, почетенъ флигелъ адютантъ на Н. В. Царя, кавалеръ на Военния орденъ. „За храбростъ“ III. и IV. ст. кл. 2 Една отъ най-симпатичнитѣ военни фигури, високо честенъ и съ твърдъ характеръ човѣкъ – покойния не се поколеба да откаже и не подведе своя 4. п. Плѣвенски полкъ под клетва за вѣрностъ на детронаторитѣ както не се смути и при обсадата на Видинъ презъ 1913. г., гдѣто той бѣ началникъ на войскитѣ. Скроменъ, тихъ, той живѣ въ последнитѣ 10 – 15 години забравенъ, потиснатъ от тежкитѣ грижи въ борба за сѫществуване. Вѣнецъ от лаври и слава ще красятъ неговото чело, а историята ще го постави на видно мѣсто въ редъ на строителитѣ на бълг. армия. Лека му пръстъ. Дълбокъ поклонъ предъ паметьта му. | “ |
| Възпоменателно слово във вестник, изрезка в архива на Васил Пасков в ЦДА, фонд 1853К, опис 1, а.е. 539 | |   |

## Военни звания
- Младши унтерофицер (1877)
- Прапоршчик (10 май 1879)
- Подпоручик (1 ноември 1879, преименуван)
- Поручик (9 юли 1881)
- Капитан (2 март 1884)
- Майор (1 април 1887)
- Подполковник (2 август 1891)
- Полковник (2 август 1895)
- Генерал-майор (14 февруари 1900)

## Награди
- Орден „За храброст“ III и IV ст., 2-ри клас
- Орден „Св. Александър“ II, III и IV ст.